# Upplands runinskrifter 445
Upplands runinskrifter 445 är en vikingatida runsten av granit i Bromsta, Odensala socken och Sigtuna kommun. 
Runstenens höjd i sin helhet är 2,60 meter varav och dess bredd 0,70 meter. Runhöjden är 6-7 centimeter.

## Näsbjörn och hans släkt

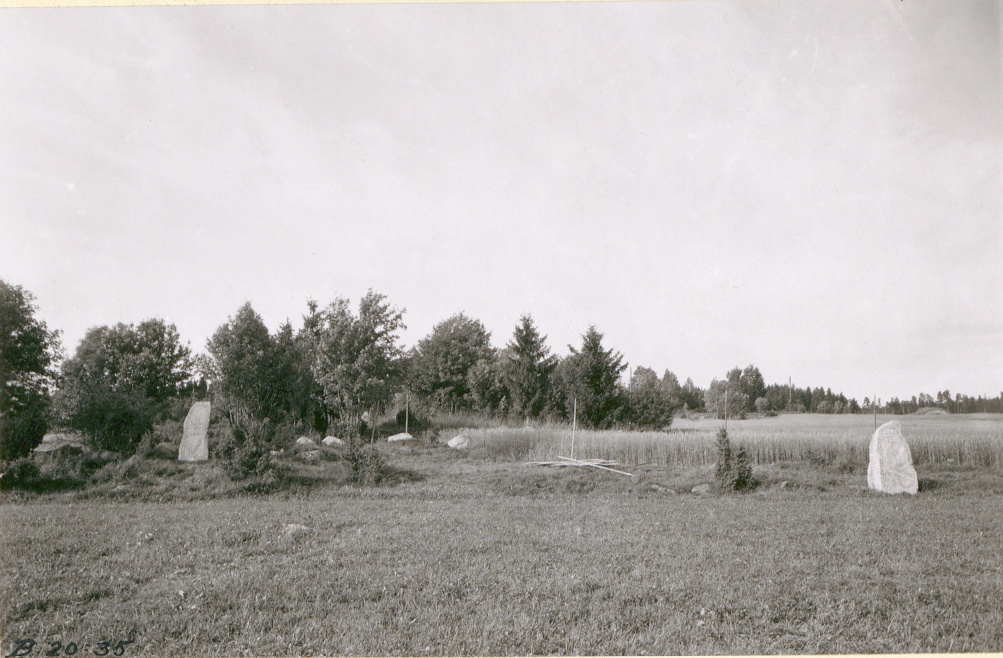
U 444 och U 445.

Näsbjörn nämns såväl på U 445 som på den närliggande runstenen U 444. Av informationen på de båda stenarna kan man dra några slutsatser om denna släkt från Bromsta på 1000-talet:
Borgulv hade fyra söner, Ulv, Härbjörn, Näsbjörn och Häming. Näsbjörn hade i sin tur sonen Kylving med sin hustru Gillög.
Erik Brate förmodar att Näsbjörns son Kylving, som reste U 445, är densamma som nämns på ristningarna U 320 och U 419. Detta dels för att Kylving var ett så ovanligt namn och dels för att stenarna restes inom ett nära avstånd.

## Inskriften
Translitterering av runraden:
× kylfinkr × lit × raisa stain at × nisbiarn × faþur si- -uk × kilauk at bonta sin
Normalisering till runsvenska:
Kylfingʀ let ræisa stæin at Næsbiorn, faður si[nn], ok Gillaug at bonda sinn.
Översättning till nusvenska:
Kylving lät resa stenen efter Näsbjörn, sin fader, och Gillög efter sin man.